# Patrick Eiden-Offe
Patrick Eiden-Offe (* 1971 in Morbach) ist ein deutscher Literatur- und Kulturwissenschaftler.
Nach dem Studium von Literaturwissenschaft, Philosophie, Musikwissenschaft und Kunstgeschichte in Tübingen und Hamburg wurde er 2008 an der Universität Konstanz mit einer Dissertationsschrift über Reichsfantasien im poetischen und politischen Werk Hermann Brochs promoviert. Danach war er bis 2011 wissenschaftlicher Mitarbeiter am Exzellenzcluster Kulturelle Grundlagen von Integration an der Universität Konstanz. Ab 2011 war er wissenschaftlicher Mitarbeiter an der Universität Duisburg-Essen, wo er 2017 für die Fächer Neuere deutsche Literaturwissenschaft und Kulturwissenschaft habilitiert wurde. Anschließend war er am Zentrum für Literatur- und Kulturforschung (ZfL) in Berlin tätig. Es folgten Gast- bzw. Vertretungsprofessuren an der Humboldt-Universität zu Berlin, der Ruhr-Universität Bochum und der Universität Hamburg. Im Spring Term 2021 war er Max Kade Visiting Professor am German Department der University of Illinois at Chicago. Seit dem 1. November 2020 hat Eiden-Offe eine Heisenberg-Stelle der Deutschen Forschungsgemeinschaft (DFG) inne, die am ZfL angesiedelt ist. Er schreibt eine Biografie des ungarischen Literaturtheoretikers, Philosophen und Revolutionärs Georg Lukács.
Seit 2023 ist Eiden-Offe leitender Wissenschaftler (PI) im Forschungsprojekt "The Cartography of the Political Novel in Europe" (Caponeu), das im Rahmen des Förderprogramms Horizon Europe von der Europäischen Union finanziert wird. Eiden-Offe leitet das Berliner Team am ZfL.

## Schriften (Auswahl)
- Hegels „Logik“ lesen. Ein Selbstversuch. Matthes & Seitz, Berlin 2020, ISBN 978-3-7518-0302-1.[6]
- Die Poesie der Klasse. Romantischer Antikapitalismus und die Erfindung des Proletariats. Matthes & Seitz, Berlin 2017, ISBN 978-3-95757-398-8, Neuauflage 2020, ISBN 978-3-7518-0301-4.[7]
  - Spanische Ausgabe: La Poesía de la Clase. Anticapitalismo romántico e invención del proletariado. Übersetzt von  Imanol Miramón Monasterio. Katakrak, Pamplona 2020, ISBN 978-84-16946-42-6.
  - Englische Ausgabe: The Poetry of Class. Romantic Anti-Capitalism and the Invention of the Proletariat. Übersetzt von Jacob Blumenfeld. Historical Materialism Book Series Bd. 305, Brill 2023, ISBN 978-90-04-68545-1.
- Das Reich der Demokratie. Hermann Brochs „Der Tod des Vergil“. Fink, Paderborn 2011, ISBN 978-3-7705-5106-4.
- Als Mitherausgeber: Totenkulte. Kulturelle und literarische Grenzgänge zwischen Leben und Tod. Campus, Frankfurt am Main/New York 2006, ISBN 978-3-593-38096-4.